# Herning
Herning és una ciutat danesa de la península de Jutlàndia. És la capital del del municipi de Herning que forma part de la regió de Midtjylland, ambdós creats l'1 de gener del 2007 com a part d'una reforma territorial.

## Història
La casa pairal de Herningsholm, situada al nord-est de Herning, va ser construïda el 1579. A inicis del segle xix el desenvolupament de les explotacions agrícoles va provocar un augment de la població de la zona i Herning va esdevenir el seu centre comercial. El 1840 Herning tenia 21 habitants, la construcció d'una carretera entre Ringkøbing i Silkeborg en aquella dècada va servir d'unió entre els diferents assentaments dispersos i la vila va començar a créixer.
A la zona es va desenvolupar una ramaderia d'ovelles que aprofitava la pastura dels extensos bruguerars que va donar lloc a una artesania de la llana entre els pagesos i pastors. Aquests teixits de llana eren venuts a altres zones de Dinamarca per venedors ambulants i serien l'origen d'una indústria tèxtil posterior centrada en Herning, Ikast i Brande. El 1873 es va instal·lar la primera màquina de vapor destinada a la filatura de la llana i el 1876 es crearia una fàbrica de vestits. L'any següent, el 1877, el ferrocarril de la línia Skanderborg - Silkeborg va arribar a la ciutat.
El 1887 es va enderrocar l'església romànica medieval essent substituïda per l'actual. D'aquesta època són alguns edificis notables com l'Hotel Eyde (1893), la Tinghus del mateix anys o la Missió de Betània (Missionshuset Bethania) del 1898. La casa del poeta Nis Petersen, del 1905, encara es conserva així com el bonic edifici del Hedebanken del 1912.
L'any 1900 Herning tenia 4.000 habitants. El 1913 la ciutat va rebre el privilegi de købstad (ciutat mercat) i el progrés va prendre embranzida amb moltes noves fàbriques tèxtils i altres indústries. Al segle xx la indústria local es va diversificar, especialment en els sectors de la indústria dels metalls i de la fabricació de mobles.

## Personatges il·lustres
- Bjarne Riis (1964), ciclista, guanyador del Tour de França de 1996
- Nicki Sørensen (1975), ciclista
- Jesper Nøddesbo (1980), jugador d'handbol